# Saison 1 d'Unforgettable
Chronologie
Saison 2
Cet article présente les vingt-deux épisodes de la première saison de la série télévisée américaine Unforgettable.

## Synopsis
Une ancienne policière de Syracuse nommée Carrie Wells souffre d'hypermnésie, des conditions médicales rares qui lui donne la capacité de se souvenir de tout.
Elle se joint à une équipe d'enquêteurs de la police de New York et résoudre ces meurtres l'aide à retrouver la seule chose qu'elle n'est pas capable de se rappeler, le décès de sa sœur aînée.

## Distribution

### Acteurs principaux
- Poppy Montgomery (VF : Rafaèle Moutier) : Carrie Wells
- Dylan Walsh (VF : Philippe Valmont) : Al Burns
- Kevin Rankin (VF : Jérémy Prévost) : Roe Sanders
- Michael Gaston (VF : Patrick Borg) : Mike Costello
- Daya Vaidya (VF : Vanina Pradier) : Nina Inara
- Jane Curtin (VF : Josiane Pinson) : Dr Joanne Webster[1] (à partir de l'épisode 14)

### Acteurs récurrents
- Britt Lower (VF : Ingrid Donnadieu) : Tanya Sitkowsky
- Deanna Dunagan (VF : Jocelyne Darche) : Alice Wells

### Invités
- Annie Parisse[2] (VF : Natacha Muller) : Elaine Margulies (épisodes 2 et 5)
- Linda Emond (VF : Pauline Larrieu) : Debi Moser (épisode 3)
- Malachy Cleary (VF : Gilbert Levy) : Jim Kelly (épisode 5)
- Thuliso Dingwall (en) (VF : Gabriel Bismuth-Bienaimé) : Malcolm (épisode 5)
- Jason Pendergraft (VF : Bernard Bollet) : Mark (épisode 6)
- Sherri Saum (VF : Véronique Picciotto) : Rosario Sanchez (épisode 7)
- Nilaja Sun (VF : Laura Zichy) : Ivory (épisode 7)
- Marilu Henner : Edie Tripp[3] (épisode 9)
- Jennifer Ferrin (en) (VF : Sybille Tureau) : Janine Barlow (épisode 11)
- David W. Thompson (VF : Charles Germain) : Skate Punk (épisode 11)
- Albert Jones (VF : Jean-Baptiste Anoumon) : Ron Pappas (épisode 12)
- Kim Director (VF : Josy Bernard) : Kate Jordan (épisode 15)
- Jay O. Sanders (VF : Philippe Dumond) : Jonathan Hedstrom (épisode 18)
- Nneka Okafor (VF : Aurélie Fournier) : Kayla Yancey (épisode 18)
- Joshua Biton (VF : Benoît DuPac) : Tommy (épisode 19)
- Matt Servitto (VF : Gabriel Le Doze) : Dan Marston (épisode 22)
- Elias Koteas : Sam Rhodes[4] (épisode 22)

## Production
Initialement prévue pour treize épisodes, le 26 octobre 2011, la chaîne américaine a commandé neuf épisodes supplémentaires formant ainsi une saison complète de vingt-deux épisodes.

### Diffusions
La diffusion francophone se déroule ainsi :
En Belgique, la série est diffusée depuis le 26 avril 2012 sur La Une ;
Au Québec, depuis le 4 septembre 2012 sur le réseau V ;
En Suisse, depuis le 21 décembre 2012 sur RTS Un ;
En France, à partir du 2 janvier 2013 sur TF1.

## Liste des épisodes

### Épisode 1:La Mémoire dans la peau
- États-Unis /  Canada : 20 septembre 2011 sur CBS / CTV
- Belgique : 26 avril 2012 sur La Une[7]
- Québec : 4 septembre 2012 sur V[8]
- Suisse : 21 décembre 2012 sur RTS Un[9]
- France : 2 janvier 2013 sur TF1[10]

- États-Unis : 14,09 millions de téléspectateurs[11] (première diffusion)
- Canada : 1,719 million de téléspectateurs[12] (première diffusion)
- France : 8,77 millions de téléspectateurs[13] (première diffusion)

- Deanna Dunagan (Alice)
- Samira Wiley (Gina)
- Thomas Guiry (Ken Harbert)
- Sofia Jean Gomez (Catherine Grant)
- Madison Arnold (M. Wanamaker)
- Robert Vataj (Jerry)
- Andrew Katz (Norman)
- Haley Murphy (Rachel jeune)
- Victoria Leigh (Carrie jeune)
- Temur Mamisashvili (Isaac)
- John Sharian (George Creller)
- Timothy Adams (Steve Latman)
- Roxanna Hope (Wendy Wilson)
- Vanessa Aspillaga (Jill)
- Brian O'Neill (Frank Harbert)
- Clem Cheung (un voisin)
- Alexandra Fong (la fille à Midvale)
- Crystal Chiu (l'ami de la fille)
- Serafim Gan (le prête russe)
- Daniel Reton (le dealer au casino)

### Épisode 2:Souvenirs d’enfants
- États-Unis /  Canada : 27 septembre 2011 sur CBS / CTV
- Belgique : 26 avril 2012 sur La Une
- Québec : 11 septembre 2012 sur V
- Suisse : 21 décembre 2012 sur RTS Un[9]
- France : 2 janvier 2013 sur TF1[10]

- États-Unis : 12,43 millions de téléspectateurs[14] (première diffusion)
- Canada : 1,815 million de téléspectateurs[15] (première diffusion)
- France : 8,49 millions de téléspectateurs[13] (première diffusion)

- Victoria Leigh (Carrie jeune)
- Haley Murphy (Rachel)
- Deanna Dunagan (Alice)
- Samira Wiley (Gina)
- Kyle Beltran (Henry)
- Catherine Wolf (Eleanor Stein)
- Annie Parisse (la psychologue Elaine Margulies)
- Kyle Catlett (Max Seiferth)
- Mike Houston (Erik Newsome)
- Danielle Skraastad (Liza Newsome)
- Madison Arnold (Saul Wanamaker)
- Khari Wyatt (Keith)
- David Costabile (Dr McCardle)
- Che Ayende (Dr Raker)
- Wayne Maugans (Dr White)
- Omar Gonzalez (M. Banico)
- Steven Rishard (Tom Kunis)
- Christina Jackson (Olivia)
- Manu Narayan (Sami)
- Melle Powers (la mère)
- Michael J. Burg (un homme)
- Kenny Wong (l'homme du câble)
- Teeka Duplessis (une fille)
- Frank Deal (le chirurgien)
- Steve Hamm (un policier en uniforme)
- Cesar Leonardo Aramburu (le technicien de scène de crime)

### Épisode 3:Trahison à tous les étages
- États-Unis /  Canada : 4 octobre 2011 sur CBS / CTV
- Belgique : 3 mai 2012 sur La Une
- Québec : 18 septembre 2012 sur V
- Suisse : 21 décembre 2012 sur RTS Un[9]
- France : 2 janvier 2013 sur TF1[10]

- États-Unis : 11,58 millions de téléspectateurs[16] (première diffusion)
- Canada : 1,767 million de téléspectateurs[17] (première diffusion)
- France : 7,07 millions de téléspectateurs[13] (première diffusion)

- Jacob Ming-Trent (Walter)
- Ryan O'nan (Tom Martin)
- Linda Emond (Debi Moser)
- Victoria Cartagena (Maria Ortiz)
- Omar Metwally (le procureur adjoint Adam Gilroy)
- Dahlia Chacon (Lina)
- Christopher McCann (Thad Ralston)
- Michael Lewis (Joey)
- Lesley Stahl (elle-même)
- Stephen Mailer (Brett Langley)
- Sarah Sokolovic (Lauren Garber)
- Heidi Armbruster (Sandra Smith)
- James Waterston (Ian Smith)
- Joseph Amato (Miles Berkowitz)

### Épisode 4:Retour de flamme
- États-Unis /  Canada : 11 octobre 2011 sur CBS / CTV
- Belgique : 3 mai 2012 sur La Une
- Québec : 25 septembre 2012 sur V
- Suisse : 28 décembre 2012 sur RTS Un
- France : 9 janvier 2013 sur TF1

- États-Unis : 11,72 millions de téléspectateurs[18] (première diffusion)
- Canada : 1,755 million de téléspectateurs[19] (première diffusion)
- France : 7,07 millions de téléspectateurs[20] (première diffusion)

- Omar Metwally (le procureur adjoint Adam Gilroy)
- Angela Christian (Allison Forrest)
- Paul Urcioli (Sydney Burrell)
- Brad Heberlee (Gary Wright)
- Maury Ginsberg (Isaac Brezner)
- Chris Bauer (Dennis Halsey, le garde)
- Jose Soto (Pablo Hortua)
- Eden Marryshow (Ramon Garza)
- Chad Lindsey (jeune Dr / Tom)
- Adam McNulty (Sgt. Patrick Woodson)
- Michael Basile (le pompier)
- Chris Barnes (le chef du NYFD)
- Edwin J. Birmingham (un membre du SWAT)
- Quinn McColgan (Anna Halsey)

### Épisode 5:Le Côté obscur
- États-Unis /  Canada : 18 octobre 2011 sur CBS / CTV
- Belgique : 10 mai 2012 sur La Une
- Québec : 2 octobre 2012 sur V
- Suisse : 28 décembre 2012 sur RTS Un
- France : 9 janvier 2013 sur TF1

- États-Unis : 11,88 millions de téléspectateurs[21] (première diffusion)
- Canada : 1,599 million de téléspectateurs[22] (première diffusion)
- Belgique : 245 000 téléspectateurs (première diffusion)
- France : 5,83 millions de téléspectateurs[20] (première diffusion)

- Tom Mason (Pat Burns)
- Malachy Cleary (inspecteur Jim Kelly)
- Deidre O'Connell (Sue Kelly)
- Lenny Venito (inspecteur Stan Moyer)
- Annie Parisse (la psychologue Elaine Margulies)
- Alfredo Narciso (inspecteur Richard Franco)
- Stivi Paskoski (inspecteur Anthony Cantone)
- Charlie Hudson III (Jerome « J-Dog » Dixon)
- Ejyp Johnson (LeShawn Doyle)
- Thuliso Dingwall (Malcolm)
- Elain Graham (Virginia White)
- Gary Basaraba (Lt. Willard)
- Amy Tribbey (Julie)
- Emma Ramos (le caissier du snack bar)
- Edwin J. Birmingham (un membre d'une unité)
- Frank Harts (le technicien de scène de crime)

### Épisode 6:Un univers impitoyable
- États-Unis /  Canada : 25 octobre 2011 sur CBS / CTV Two
- Belgique : 10 mai 2012 sur La Une
- Québec : 9 octobre 2012 sur V
- Suisse : 28 décembre 2012 sur RTS Un
- France : 9 janvier 2013 sur TF1

- États-Unis : 11,25 millions de téléspectateurs[23] (première diffusion)
- Belgique : 226 000 téléspectateurs (première diffusion)
- France : 8,01 millions de téléspectateurs[20] (première diffusion)

- Deanna Dunagan (Alice)
- Khari Wyatt (Keith)
- Kristen Bush (Laurel)
- Jason Ralph (Zeke)
- Patrick Heusinger (Dean)
- Kahan James (Trent)
- Justine Lupine (Ashley)
- Jason Pendergraft (Mark)
- Ari Fliakos (Joe)
- Terrence Mann (Stephen)
- Juan Luis Acevado (le gérant d'immeuble)
- Grim Reaper Q. (le videur)
- Alesandra Assante (Socialite no 1)
- Samantha Silverman (Socialite no 2)
- Nicole Guidetti (une femme)

### Épisode 7:Les Traces du passé
- États-Unis /  Canada : 1er novembre 2011 sur CBS / CTV
- Belgique : 17 mai 2012 sur La Une
- Québec : 16 octobre 2012 sur V
- Suisse : 4 janvier 2013 sur RTS Un
- France : 16 janvier 2013 sur TF1

- États-Unis : 11,34 millions de téléspectateurs[24] (première diffusion)
- Canada : 1,561 million de téléspectateurs[25] (première diffusion)
- France : 7,07 millions de téléspectateurs[26] (première diffusion)

- Deanna Dunagan (Alice)
- Sherri Saum (Rosario Sanchez)
- Clark Carmichael (Pierre-Henry)
- Brian Anthony Wilson (Bert)
- Nilaja Sun (Ivory)
- Jo Armeniox (Angie)
- Steve Cirbus (Lou Nagle)
- Chance Kelly (Alex Logan)
- Kevin O'Donnell (Marshall Green)
- Joey Auzenne (Jose)
- Vanessa A. Jones (Marisa)

### Épisode 8:Démasqué
- États-Unis /  Canada : 8 novembre 2011 sur CBS / CTV
- Belgique : 17 mai 2012 sur La Une
- Québec : 23 octobre 2012 sur V
- Suisse : 4 janvier 2013 sur RTS Un
- France : 23 janvier 2013 sur TF1

- États-Unis : 11,72 millions de téléspectateurs[27] (première diffusion)
- Canada : 1,561 million de téléspectateurs[28] (première diffusion)
- France : 6,72 millions de téléspectateurs[29] (première diffusion)

- Victoria Leigh (jeune Carrie)
- Sue Cremin (jeune Alice)
- Alexy Gillian (Laura)
- Drew Powell (Kevin McMillan)
- Ismael Bashey (Aziz Malik)
- Michael Arden (Joe Williams)
- Robert Turano (Lou Kestler)
- Jordan Leeds (Reginald Donner)
- Liam Craig (le gérant d'immeuble)
- Marisa Redanty (la femme qui s'ennuie)
- Daniel Breaker (le responsable)

### Épisode 9:Une jeune fille sans histoire
- États-Unis /  Canada : 15 novembre 2011 sur CBS / CTV
- Belgique : 24 mai 2012 sur La Une
- Québec : 30 octobre 2012 sur V
- Suisse : 4 janvier 2013 sur RTS Un
- France : 16 janvier 2013 sur TF1

- États-Unis : 11,37 millions de téléspectateurs[30] (première diffusion)
- Canada : 1,576 million de téléspectateurs[31] (première diffusion)
- Belgique : 184 000 téléspectateurs (première diffusion)
- France : 7,89 millions de téléspectateurs[26] (première diffusion)

- Deanna Dunagan (Alice)
- Marilu Henner (Edie Tripp)
- Derek Cecil (Adam Coyer)
- Kellie Overbey (Erin O'Malley)
- Jack Gwaltney (Sean O'Malley)
- Anna Friedman (Katie Monaghan)
- Peter Benson (Father Anslem)
- Drew McVety (Daniel Monaghan)
- Aaron Sauter (Gregory Smith)
- Anne Clare Gibbons-Brown (Hannah)
- Jamil Mena (Ruben Lobato)
- Mark Zeisler (Attorney)
- Anna Rose Hopkins (Shannon Spicer)

### Épisode 10:Trajectoires brisées
- États-Unis /  Canada : 22 novembre 2011 sur CBS / CTV Two[32]
- Belgique : 24 mai 2012 sur La Une
- Québec : 6 novembre 2012 sur V
- Suisse : 11 janvier 2013 sur RTS Un
- France : 16 janvier 2013 sur TF1

- États-Unis : 10,42 millions de téléspectateurs[33] (première diffusion)
- Belgique : 176 000 téléspectateurs (première diffusion)
- France : 5,54 millions de téléspectateurs[26] (première diffusion)

- C. S. Lee (Howard « Huey » Lang)
- Danny Flaherty (JJ)
- Maria Elena Ramirez (Hilda Perez)
- Greg Serano (inspecteur Ben Cortez)
- Dascha Polanco (Estella)
- Iris Delgado (Mme Garcia)
- Robert Funaro (Herb Watson)
- Jonathan Hogan (le révérend O'Drudy)
- Jennifer Restivo (Beverly Johnson)
- Erik Jensen (Jim Clayburn)
- Tino Sutras (Tito Alvarez)
- Luke Rosen (le policier en uniforme)

### Épisode 11:Voix de femme
- États-Unis /  Canada : 13 décembre 2011 sur CBS / CTV
- Belgique : 31 mai 2012 sur La Une
- Québec : 13 novembre 2012 sur V
- Suisse : 11 janvier 2013 sur RTS Un
- France : 23 janvier 2013 sur TF1

- États-Unis : 11,3 millions de téléspectateurs[34] (première diffusion)
- Canada : 1,222 million de téléspectateurs[35] (première diffusion)
- Belgique : 261 000 téléspectateurs (première diffusion)
- France : 7,51 millions de téléspectateurs[29] (première diffusion)

- Britt Lower (Tanya Sitkowsky)
- Scott Cohen (Dr Sam Barlow)
- Jennifer Ferrin (Janine Barlow)
- Martin Shakar (Gordon Kemp)
- Mason Pettit (Arthur Greene)
- William Rogers (Denny)
- Samuel Ray Gates (Louis)
- Luke Vexler (le punk en skate  no 1)
- David Thompson (le punk en skate no 2)
- Lucy Cottrell (la jeune étudiante)
- Audrey Amey (l'nfirmière)
- Benjamin Pelteson (le père)
- Ayana Brown (la mère)
- Gabe Hernandez (l'homme)
- David Raymond Wagner (l'époux)
- Paula Leggett Chase (la femme)

### Épisode 12:Jeu de construction
- États-Unis /  Canada : 3 janvier 2012 sur CBS / CTV
- Belgique : 31 mai 2012 sur La Une
- Québec : 20 novembre 2012 sur V
- Suisse : 11 janvier 2013 sur RTS Un
- France : 23 janvier 2013 sur TF1

- États-Unis : 11,88 millions de téléspectateurs[36] (première diffusion)
- Canada : 1,315 million de téléspectateurs[37] (première diffusion)
- Belgique : 291 000 téléspectateurs (première diffusion)
- France : 5,42 millions de téléspectateurs[29] (première diffusion)

- Cotter Smith (Jay Barrett)
- Nicole Brill (Donnamarie Recco)
- Kevin O'Rourke (Jack Feeney)
- Caitlin O'Connell (Edith Feeney)
- Nick Sandow (William « Bud » Spence)
- Jackson Hurst (Steve Cioffi, Jr.)
- Isidra Vega (Tori Guerrero)
- Albert Jones (Ron Pappas)
- James DiSalvatore (Jerry Mason)
- Peter Van Wagner (simple) (Saul Timkin)
- Gavin-Keith Umeh (Jess)
- George Hughes (le chauffeur du camion à béton)
- Frank Page (le garde du corps)
- Ryan Woodle (le ferronnier)

### Épisode 13:Frères d'infortune
- États-Unis /  Canada : 10 janvier 2012 sur CBS / CTV
- Belgique : 7 juin 2012 sur La Une
- Québec : 27 novembre 2012 sur V
- Suisse : 18 janvier 2013 sur RTS Un
- France : 30 janvier 2013 sur TF1

- États-Unis : 11,2 millions de téléspectateurs[38] (première diffusion)
- Canada : 1,41 million de téléspectateurs[39] (première diffusion)
- France : 6,19 millions de téléspectateurs[40] (première diffusion)

- Britt Lower (Tanya Sitkowsky)
- Tom Lipinski (Colin Marsh)
- Mike Steinmetz (Jonas Heller)
- Robert Clohessy (Jack Healy)
- Chazz Menendez (Frank Dorner)
- Daniel Cosgrove (Chad Martin)
- Nicolette Robinson (Mena Levy)
- Barret Mindell (Jeremy Hall)
- Jason Dworak (Miles Novak)
- Brad Aldous (Suit)
- Brendan Dooling (un membre de la fraternité étudiante)
- Nikki E. Walker (employé paramédical)
- Tim Barker (l'officier)
- Adam Huber (un membre de la fraternité étudiante)
- Omar Evans (le livreur de fleurs)
- Chris Critelli (un homme)

### Épisode 14:Appels personnels
- États-Unis /  Canada : 7 février 2012 sur CBS / CTV
- Belgique : 7 juin 2012 sur La Une
- Québec : 4 décembre 2012 sur V[41]
- Suisse : 18 janvier 2013 sur RTS Un
- France : 30 janvier 2013 sur TF1

- États-Unis : 11,86 millions de téléspectateurs[42] (première diffusion)
- Canada : 1,134 million de téléspectateurs[43] (première diffusion)
- France : 7,74 millions de téléspectateurs[40] (première diffusion)

- Britt Lower (Tanya Sitkowsky)
- Jane Curtin (Joanne Webster)
- James Urbaniak (Richard Simmons)
- Chris Beetem (en) (Duane Tate)
- Anne Bates (Allyson Tate)
- Harriett D. Foy (l'infirmière)
- Michael DeNola (le cuisinier)
- Ramona Keller (une femme)

### Épisode 15:Témoins clés
- États-Unis /  Canada : 14 février 2012 sur CBS / CTV
- Belgique : 14 juin 2012 sur La Une
- Suisse : 18 janvier 2013 sur RTS Un
- Québec : 22 janvier 2013 sur V[44]
- France : 20 février 2013 sur TF1

- États-Unis : 11,03 millions de téléspectateurs[45] (première diffusion)
- Canada : 1,341 million de téléspectateurs[46] (première diffusion)
- France : 7,35 millions de téléspectateurs[47] (première diffusion)

- Jane Curtin (Joanne Webster)
- Britt Lower (Tanya Sitkowsky)
- Paul Fitzgerald (Clancy Watts)
- Al Sapienza (Joe Hagan)
- PJ Sosko (Jake)
- Frank Lewallen (Bill)
- Armand Schultz (David)
- Kate Skinner (le juge Wilkinson)
- Deborah Baum (Gwen)
- Rebecca Hirota (Anne)
- Kim Director (Kate)
- Frank Ridley (l'homme de forte carrure)

### Épisode 16:La Fille de l'air
- États-Unis /  Canada : 21 février 2012 sur CBS / CTV
- Belgique : 14 juin 2012 sur La Une
- Québec : 29 janvier 2013 sur V
- France : 13 février 2013 sur TF1

- États-Unis : 10,7 millions de téléspectateurs[48] (première diffusion)
- Canada : 1,457 million de téléspectateurs[49] (première diffusion)
- France : 7,37 millions de téléspectateurs[50] (première diffusion)

- Britt Lower (Tanya Sitkowsky)
- Jackson Hurst (Steve Cioffi, Jr.)
- Gabriel Gaston (Spence)
- Sebastian Roché (Victor)
- Marin Ireland (Sarah Green)
- Jacqueline Hahn (Evelyn)
- Aaron Serotsky (Glen)
- Carmine Famiglietti (Tony)
- Jennifer Johnson (Mona)
- Ernesto Rosas (Don)
- Declan Mulvey (Mark)

### Épisode 17:Quand le doute s'installe
- États-Unis /  Canada : 28 février 2012 sur CBS / CTV
- Belgique : 21 juin 2012 sur La Une
- Québec : 5 février 2013 sur V
- France : 13 février 2013 sur TF1

- États-Unis : 9,93 millions de téléspectateurs[51] (première diffusion)
- Canada : 1,28 million de téléspectateurs[52] (première diffusion)
- France : 6,36 millions de téléspectateurs[50] (première diffusion)

- Britt Lower (Tanya Sitkowsky)
- Clark Johnson (Doug Jacobs)
- Boris McGiver (Lewis Martin)
- Anne Lange (Betty Johnson)
- Blanca Camacho (Delores)
- Scott Johnsen (officier Daniels)
- Jasmine Carmichael (Kim)
- Stephen Tyrone Williams (Jason)
- Pablo Gonzalez (Jimmy, le drogué)
- Matthew Sproul (le chef de l'ESU)
- Christopher Pena (officier de l'ESU)
- Mateo Gomez (Juan Smith)
- Alexis Suarez (policier en uniforme)
- Ann Sanders (le journaliste)

### Épisode 18:Ennemi ou Ami
- États-Unis /  Canada : 20 mars 2012 sur CBS / CTV
- Belgique : 21 juin 2012 sur La Une
- France : 30 janvier 2013 sur TF1
- Québec : 12 février 2013 sur V

- États-Unis : 11,32 millions de téléspectateurs[53] (première diffusion)
- Canada : 1,593 million de téléspectateurs[54] (première diffusion)
- France : 7,25 millions de téléspectateurs[40] (première diffusion)

- Britt Lower (Tanya Sitkowsky)
- James Urbaniak (Walter Morgan)
- Nneka Okafor (Kayla)
- Stu "Large" Riley (Gadien Augie)
- Michael Ingram (Norman)
- Lee Sellars (Barry)
- Jill Paice (Molly)
- Robert Jimenez (le policier en uniforme)
- Will Chase (Reed)
- Jay O. Sanders (Jonathan)
- Sophia Rokhlin (Ella)
- Andrew Stewart-Jones (Ken)

### Épisode 19:Le Choix
- États-Unis /  Canada : 27 mars 2012 sur CBS / CTV
- Belgique : 5 juillet 2012 sur La Une
- France : 13 février 2013 sur TF1
- Québec : 19 février 2013 sur V

- États-Unis : 10,51 millions de téléspectateurs[55] (première diffusion)
- Canada : 1,511 million de téléspectateurs[56] (première diffusion)
- France : 5,48 millions de téléspectateurs[50] (première diffusion)

- Britt Lower (Tanya Sitkowsky)
- Jackson Hurst (Steve Cioffi, Jr.)
- Rachel Ticotin (Sharon)
- Joshua Bitton (Tommy)
- Anthony Mangano (Michael)
- Fulvio Cecere (Harlow)
- Arthur Nascarella (Stefano Cioffi)
- Corinna May (Libby)
- Ami Brabson (Sonya)
- Joe Passaro (invité)

### Épisode 20:La Théorie du complot
- États-Unis /  Canada : 10 avril 2012 sur CBS / CTV
- Belgique : 5 juillet 2012 sur La Une
- France : 20 février 2013 sur TF1
- Québec : 26 février 2013 sur V

- États-Unis : 9,45 millions de téléspectateurs[57] (première diffusion)
- Canada : 1,383 million de téléspectateurs[58] (première diffusion)
- France : 6,6 millions de téléspectateurs[47] (première diffusion)

- Britt Lower (Tanya Sitkowsky)
- Adam Trese (Jay Krause)
- Socorro Santiago (Lorena Cruz)
- Omar Chagall (Mario Cruz)
- Charise Castro Smith (Audrey Cruz)
- Nicholas Maccarone (Thom Muso)
- Nicholas Webber (Adam)
- Peter Bradbury (Nicholas)
- Nick Lashaway (en) (Max)
- Jennifer Joan Thompson (Sarah Calvin)
- Brad Cassini (le policier en uniforme)

L'équipe fait face à un poseur de bombe schizophrène.

### Épisode 21:Prise au piège
- États-Unis /  Canada : 1er mai 2012 sur CBS / CTV
- Belgique : 12 juillet 2012 sur La Une
- France : 27 février 2013 sur TF1
- Québec : 5 mars 2013 sur V

- États-Unis : 10,66 millions de téléspectateurs[59] (première diffusion)
- Canada : 1,308 million de téléspectateurs[60] (première diffusion)
- France : 7,11 millions de téléspectateurs[61] (première diffusion)

- Britt Lower (Tanya Sitkowsky)
- James Urbaniak (Walter Morgan)
- Laurence Blum (Bob Jensen)
- Stacey Yen (Mina)
- Ro Boddie (le livreur de pizza)
- Jenny Mercein (le journaliste)
- Olli Haaskivi (habillé comme Morga)
- Caris Vujcec (le technicien de scène de crime)

### Épisode 22:L'Homme dans les bois
- États-Unis : 8 mai 2012 sur CBS[62]
- Canada : 15 mai 2012 sur CTV
- Belgique : 12 juillet 2012 sur La Une
- France : 27 février 2013 sur TF1
- Québec : 12 mars 2013 sur V[63]

- États-Unis : 10,84 millions de téléspectateurs[64] (première diffusion)
- Canada : 962 000 téléspectateurs[65] (première diffusion)
- France : 6,78 millions de téléspectateurs[61] (première diffusion)

- Britt Lower (Tanya Sitkowsky)
- Matt Servitto (Dan Marston)
- Stephen Lee Anderson (Will)
- Tracy Sallows (Karen)
- Elias Koteas (Sam Rhodes)
- Justin Adams (Sam jeune)
- J. Tucker Smith (David)
- Beatrice Miller (Katrina)
- Tina Benko (Lois)
- Scott Barrow (Worker)
- Olivia Flynn (Carrie jeune)